# 発酵オカン
発酵オカン（はっこうオカン）は滋賀県長浜市木之本町で、発酵食や郷土料理をつくっている地元の主婦たち事を指す。地元で『book cafeすくらむ』を営む。

## 沿革
2016年
- 1月　北国街道木之本宿を地域の食と本の力で盛り上げようと活動していた5つの団体（郷土料理おもてなし隊・どんぐり・木之本おにぎり隊・TOMOの木・あいたくて書房）がすくらむを組んで『book cafeすくらむ』が結成される
- 4月　クラウドファンディングサイト『CAMPFIRE』でオカンたちが、プロジェクトを組成。目標金額を達成し注目を集める。
- 6月　『book cafeすくらむ』がオープン

2018年
- 10月　「木之本 暮らしの中の発酵展」開催。発酵＆田舎バイキング「湖北の食卓」や発酵トークイベントを実施。

2021年
- ４月　発酵オカンがつくる発酵食の年間定期便「オカンの発酵便」の販売開始。

2022年
- 8月　「木之本 暮らしの中の発酵展～夏の発酵Week 2022～」開催。

2023年
- 11月　「きのもと発酵横丁」開催。

2024年
- 12月　「「滋賀オカンの発酵サミット」開催。

## 掲載メディア
新聞
- 滋賀夕刊
- 中日新聞（滋賀版）
- 毎日新聞（滋賀版）
- 読売新聞（滋賀版）
- 京都新聞（滋賀版）
- 朝日新聞（滋賀版・デジタル）

テレビ
- 2022年2月【びわ湖放送】BBCニュース滋賀県長浜市木之本の味継承へ　オカンからの発酵便
- 2023年8月【日本テレビ】news every.【おいしい！】100年床のぬか漬け⁉︎ "発酵のまち"に根付く健康食のヒミツ
- 2024年11月【日本テレビ】行列のできる相談所　窪田正孝さんの神推しでゲスト出演

雑誌
- 2025年4月『クロワッサン』大人の列車旅

WEB
- 2024年7月 あなたの知らないディープ滋賀 ～琵琶湖畔・湖北エリアを旅して感じる地域の文化と伝統工芸